# 벽제초등학교
벽제초등학교는 대한민국 경기도 고양시 사리현동에 있는 공립 초등학교이다.

## 학교 연혁
- 1925. 04. 25 신창사설강습소 창설
- 1935. 04. 01 고양공립보통학교 부설 간이학교로 편입
- 1943. 04. 01 고양공립보통학교 벽제분교로 승격 인가
- 1945. 09. 24 벽제공립국민학교로 승격 인가
- 1949. 06. 28 제1회 졸업식 거행(45명)
- 1958. 10. 26 내유분교 부설
- 1963. 10. 01 내유분교 독립 승격
- 1981. 03. 05 병설 유치원 개원
- 1996. 03. 01 벽제초등학교로 개명
- 2005. 09. 01 제23대 이현근 교장 취임
- 2006. 09. 01 제24대 윤순지 교장 취임
- 2013. 09. 01 제25대 한인순 교장 취임
- 2014. 02. 28 제66회 졸업식(72명) 누계(5573명)
- 2014. 03. 01 초등 18학급 유치원 2학급 특수반 1학급 편성

## 참고 자료
- 벽제초등학교 - 한국교육학술정보원 학교알리미